# Sibylla av Sachsen-Coburg-Gotha
Sibylla av Sachsen-Coburg-Gotha (Sibylla [ursprungligen Sibylle] Calma Marie Alice Bathildis Feodora), född 18 januari 1908 på Friedenstein i Gotha i Sachsen-Coburg-Gotha i Tyskland, död 28 november 1972 på Karolinska sjukhuset i Stockholm, var mor till Sveriges nuvarande kung Carl XVI Gustaf. Från födseln var hon prinsessa av Sachsen-Coburg-Gotha, och från 1932, genom sitt gifte med arvprins Gustaf Adolf av Sverige, svensk prinsessa och hertiginna av Västerbotten.
Hon hade därmed förutsättning att bli drottning av Sverige, men eftersom arvprinsen dog 1947, före både sin far och farfar, blev hon varken drottning eller kronprinsessa.

## Biografi

### Uppväxt och familj
Prinsessan Sibylla var andra barnet och första dottern till hertig Karl Edvard av Sachsen-Coburg-Gotha (som var kusin med kronprinsessan Margareta av Sverige) och prinsessan Victoria Adelheid av Schleswig-Holstein-Sonderburg-Glücksburg. Hon var i rakt nedstigande led ättling till Gustav Vasa. 
Fadern var ursprungligen en brittisk prins, son till den då framlidne prins Leopold, hertig av Albany, som själv var den yngste sonen till drottning Victoria av Storbritannien och hennes gemål prins Albert av Sachsen-Coburg-Gotha. Karl Edvard hade på sin farmors begäran 1900 ärvt värdigheten av regerande hertig av Sachsen-Coburg-Gotha efter sin farbror, hertig Alfred av Sachsen-Coburg-Gotha. Samma år gifte Karl Edvard sig med prinsessan Victoria Adelheid, dotter till hertig Fredrik Ferdinand av Schleswig-Holstein-Sonderburg-Glücksburg och prinsessan Caroline Mathilde av Schleswig-Holstein-Sonderburg-Augustenburg.
Fadern avsattes jämte andra tyska furstar 1918 vid den tyska novemberrevolutionen, varigenom även prinsessan Sibyllas position påverkades. Hon och familjen förlorade också sina brittiska titlar till följd av Titles Deprivation Act, som berövade Storbritanniens fiender under första världskriget deras brittiska titlar. Efter Hitlers maktövertagande 1933 blev Karl Edvard medlem i NSDAP, och mellan 1934 och 1945 var han ordförande för tyska Röda korset. Efter andra världskriget ställdes fadern inför rätta, misstänkt för brott mot mänskligheten.
Prinsessan Sibylla växte upp i Coburg med sina syskon arvprins Johan Leopold, prins Hubertus, prinsessan Caroline Mathilde och prins Fredrik Josias. Barnen mottog sin första skolgång i hemmet av privatlärare och guvernanter. Prinsessan Sibylla genomgick sedan utbildning vid Alexandrinenschule i Coburg, varefter hon studerade vid Kunstgewerbeschule i Weimar.

### Förlovning och vigsel

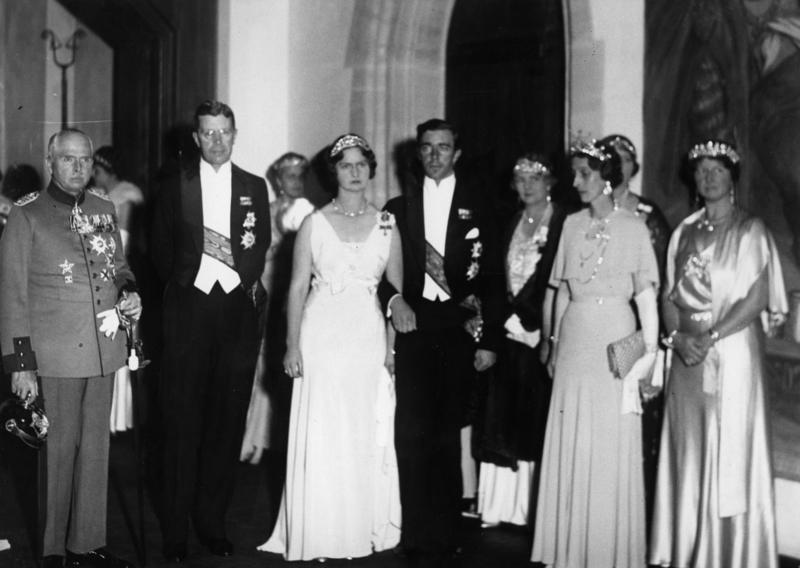
Sibylla och Gustaf Adolf vid sitt bröllop i Coburg 1932. Brudparet omgives av bland annat Sibyllas far (längst t.v.) och det svenska kronprinsparet Gustaf Adolf och Louise.

Under ett besök i London i november 1931, där prinsessan Sibylla, liksom prinsessan Ingrid av Sverige, var brudtärna på bröllopet mellan lady May Cambridge (brorsdotter till drottning Mary) och Henry Abel Smith, träffade hon sin syssling, arvprins Gustaf Adolf av Sverige, och tycke uppstod. De båda förlovade sig den 16 juni 1932 på slottet Callenberg i Beiersdorf utanför Coburg.
Paret vigdes borgerligt den 19 oktober i borgen Veste Coburg och kyrkligt den 20 oktober 1932 i Morizkyrkan i Coburg. Bröllopet firades med många offentliga festligheter, såsom en offentlig kortege, eftersom Tysklands rikspresident Hindenburg själv hade gett order om militära hedersbetygelser. Men eftersom staden Coburg politiskt var starkt nationalsocialistisk, innebar de offentliga hedersbetygelserna att firandet fick en anstrykning av detta parti, något som gjorde ett dåligt intryck i Sverige. Paret åkte på bröllopsresa till Italien innan de anlände till Stockholm 25 november 1932. De togs emot vid järnvägsstationen av statsminister Per Albin Hansson och kungafamiljen.

### Prinsessa i Sverige

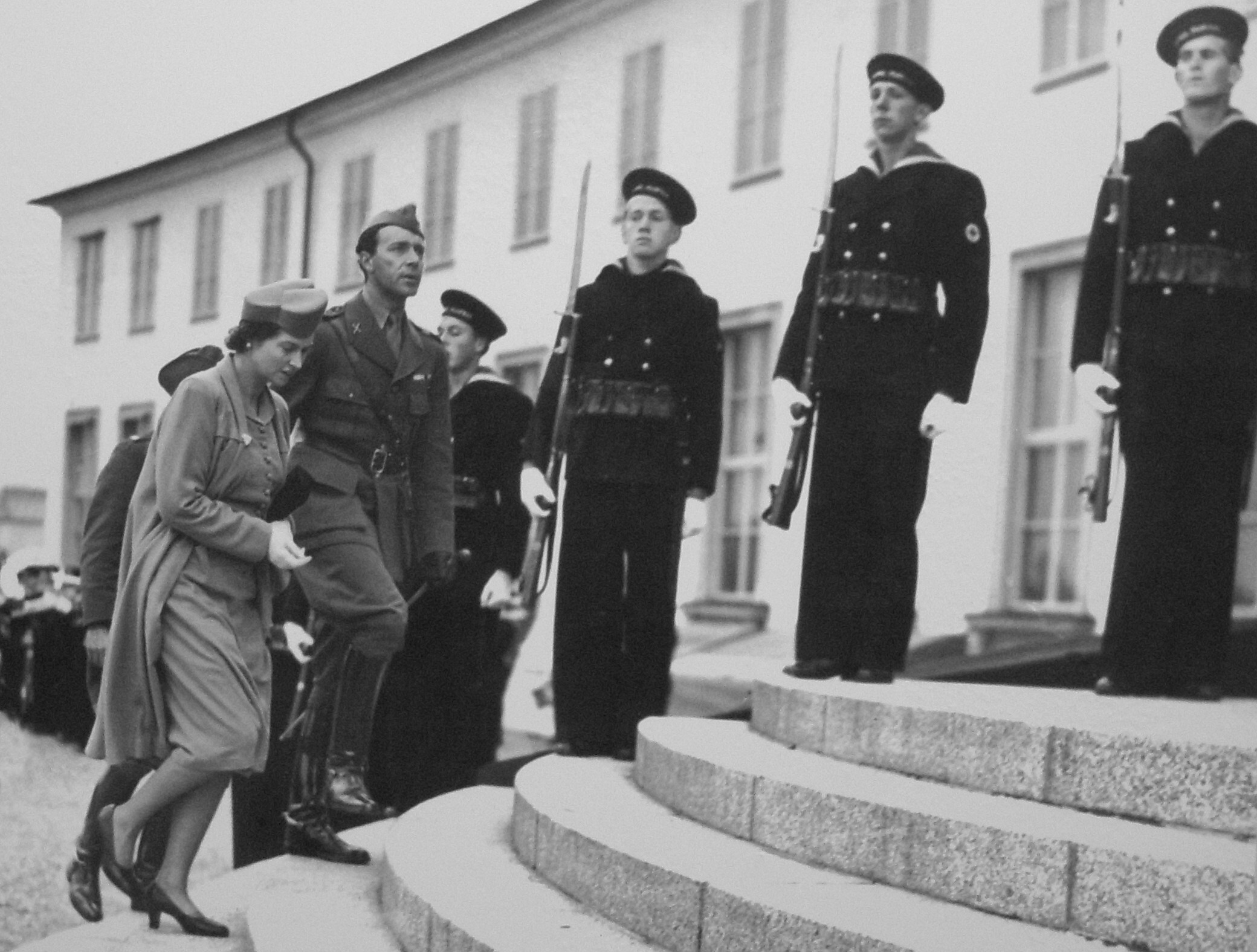
Den 21 september 1940; Prinsessan Sibylla och arvprins Gustaf Adolf anländer till Sjöhistoriska museets utställning: "Svensk Sjömannagärning i allvarstid".

Prinsparet bosatte sig på Haga slott och fick under åren 1934–1943 fyra döttrar – de så kallade Hagaprinsessorna – och 1946 en son och tronföljare i den blivande Carl XVI Gustaf. Redan efter några dagar i Sverige började Sibylla representera och uppträdde som prisutdelare i en fäkttävling, assisterad av prinsessan Ingrid. Sibylla delade Gustaf Adolfs intresse för scoutrörelsen och friluftsliv, och paret hade en stuga på Ingarö och en i Storlienfjällen.    
Sibylla drabbades från många håll av misstro i det nya hemlandet. Hon och maken förekom flitigt på olika tysktalande föreningar i Sverige, men vid denna tid misstänktes lätt allt tyskt för att vara nazistiskt, vilket gjorde att paret snart misstänkliggjordes i ögonen på press och allmänhet. Tyskhatet kom att rikta sig även mot henne. Hennes släktingars påvisbara samröre med nazismen gjorde även henne personligen till måltavla för antinazistisk kritik. 
Hennes far Karl Edvard var vän till Adolf Hitler och aktiv nazist som 1936-1945 satt i tyska riksdagen för NSDAP. Sibylla själv sågs besöka ett tyskt sjukhuståg i Krylbo 1941, tillsammans med tyska nazistofficerar. Det finns delade meningar om det var generellt tyskhat eller arvprinsparets samröre med nazismen som var grunden för kritiken mot dem. 
Sibylla hade också svårigheter med svenska språket, vilket också bidrog till att skapa avstånd till allmänheten. Hon, som tidigare betecknats som öppenhjärtig och livlig, blev alltmer tystlåten och reserverad. Varken hon eller maken prins Gustaf Adolf fick något bra förhållande till press och allmänhet, trots att åtminstone prinsessan försökte överbrygga klyftorna.
I januari 1947 omkom prins Gustaf Adolf i en flygolycka på Kastrup i Köpenhamn, och Sibylla var plötsligt änka med fem barn. Hon inträdde omedelbart som ordförande i "Prins Gustaf Adolfs Minnesfond". Bland hennes övriga uppdrag kan nämnas ordförandeskap i Sällskapet barnavård (1948) samt hedersordförandeskap i Hörselfrämjandet (1935), Sveriges Flickscoutråd (1939), Kvinnliga bilkåren (1939), Stiftelsen Solstickan (1941) och Stiftelsen Drottning Victorias Vilohem på Öland (1951). Hon instiftade 1938 Prinsessan Sibyllas S:t Martin-stiftelse som ger bidrag till behövande enskilda personer i Solna.

### Rikets första dam
Sedan drottning Louise avlidit 1965 övertog Sibylla den inofficiella platsen som rikets första dam, eftersom hon var kronprinsens mor och Sverige stod utan drottning. Hon framträdde vid kungens sida och utgjorde ett starkt stöd för denne. Många fick därigenom tillfälle att revidera schablonbilden av den reserverade prinsessan, och hon kom att framstå som en kvinna med såväl självironi som humor. Hon hade från 1950 en egen våning på Stockholms slott, Prinsessan Sibyllas våning. Somrarna tillbringade hon på Solliden, där hon ägnade sig åt naturskydd. Hon fortsatte även med de så kallade demokratiska damluncherna, som hade hållits av Louise sedan denna avskaffat couren 1962.

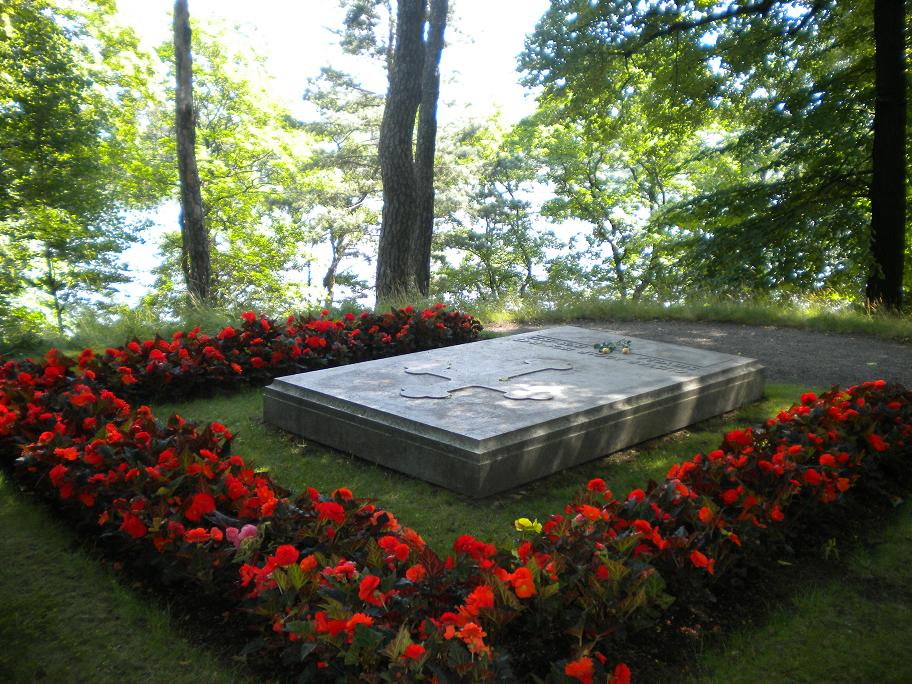
Sibyllas och Gustaf Adolfs grav på Kungliga begravningsplatsen.

Hennes sista offentliga framträdande var vid en operasoaré vid Gustaf VI Adolfs 90-årsdag. Sibylla avled knappt 3 veckor därefter i tarmcancer, och knappt ett år innan hennes son blev Sveriges kung. Tre veckors hovsorg anbefalldes, och den 7 december ägde begravningsgudstjänsten rum i Slottskyrkan, som hade smyckats av hennes fyra döttrar. Officiant var ärkebiskop Olof Sundby och hovpredikant Hans Åkerhielm assistent. Prinsessan Sibylla kremerades efter eget önskemål, och urnan med hennes aska gravsattes sedan på kungliga begravningsplatsen i Hagaparken. 
I en nekrolog skrev journalisten Barbro Alving ("Bang") att Sibylla haft "en värme i sitt väsen, en vänlig iver i sitt människointresse som var större än de flesta här i landet kanske trodde".

## Barn
- Prinsessan Margaretha (född 1934)
- Prinsessan Birgitta (1937–2024)
- Prinsessan Désirée (född 1938)
- Prinsessan Christina (född 1943)
- Kung Carl XVI Gustaf (född 1946)

## Anfäder
|                                                |  |  |  |  |  |  |  |                                            |  |  |  |  |  |  |  |                                                          |  |  |  |  |  |  |  | Prins Albert av Sachsen-Coburg-Gotha                                |
|                                                |  |  |  |  |  |  |  |                                            |  |  |  |  |  |  |  |                                                          |  |  |  |  |  |  |  |                                                                     |
|                                                |  |  |  |  |  |  |  |                                            |  |  |  |  |  |  |  | Prins Leopold av Storbritannien-Irland, hertig av Albany |  |  |  |  |  |  |  |                                                                     |
|                                                |  |  |  |  |  |  |  |                                            |  |  |  |  |  |  |  |                                                          |  |  |  |  |  |  |  |                                                                     |
|                                                |  |  |  |  |  |  |  |                                            |  |  |  |  |  |  |  |                                                          |  |  |  |  |  |  |  | Drottning Victoria I av Storbritannien-Irland, kejsarinna av Indien |
|                                                |  |  |  |  |  |  |  |                                            |  |  |  |  |  |  |  |                                                          |  |  |  |  |  |  |  |                                                                     |
|                                                |  |  |  |  |  |  |  | Hertig Karl Eduard av Sachsen-Coburg-Gotha |  |  |  |  |  |  |  |                                                          |  |  |  |  |  |  |  |                                                                     |
|                                                |  |  |  |  |  |  |  |                                            |  |  |  |  |  |  |  |                                                          |  |  |  |  |  |  |  |                                                                     |
|                                                |  |  |  |  |  |  |  |                                            |  |  |  |  |  |  |  |                                                          |  |  |  |  |  |  |  | Furst Georg Victor av Waldeck-Pyrmont                               |
|                                                |  |  |  |  |  |  |  |                                            |  |  |  |  |  |  |  |                                                          |  |  |  |  |  |  |  |                                                                     |
|                                                |  |  |  |  |  |  |  |                                            |  |  |  |  |  |  |  | Prinsessan Hélène av Waldeck-Pyrmont                     |  |  |  |  |  |  |  |                                                                     |
|                                                |  |  |  |  |  |  |  |                                            |  |  |  |  |  |  |  |                                                          |  |  |  |  |  |  |  |                                                                     |
|                                                |  |  |  |  |  |  |  |                                            |  |  |  |  |  |  |  |                                                          |  |  |  |  |  |  |  | Prinsessan Hélène av Nassau                                         |
|                                                |  |  |  |  |  |  |  |                                            |  |  |  |  |  |  |  |                                                          |  |  |  |  |  |  |  |                                                                     |
| Prinsessan Sibylla, hertiginna av Västerbotten |  |  |  |  |  |  |  |                                            |  |  |  |  |  |  |  |                                                          |  |  |  |  |  |  |  |                                                                     |
|                                                |  |  |  |  |  |  |  |                                            |  |  |  |  |  |  |  |                                                          |  |  |  |  |  |  |  | Hertig Friedrich av Glücksburg                                      |
|                                                |  |  |  |  |  |  |  |                                            |  |  |  |  |  |  |  |                                                          |  |  |  |  |  |  |  |                                                                     |
|                                                |  |  |  |  |  |  |  |                                            |  |  |  |  |  |  |  | Hertig Friedrich Ferdinand av Glücksburg                 |  |  |  |  |  |  |  |                                                                     |
|                                                |  |  |  |  |  |  |  |                                            |  |  |  |  |  |  |  |                                                          |  |  |  |  |  |  |  |                                                                     |
|                                                |  |  |  |  |  |  |  |                                            |  |  |  |  |  |  |  |                                                          |  |  |  |  |  |  |  | Prinsessan Adelheid av Schaumburg-Lippe                             |
|                                                |  |  |  |  |  |  |  |                                            |  |  |  |  |  |  |  |                                                          |  |  |  |  |  |  |  |                                                                     |
|                                                |  |  |  |  |  |  |  | Prinsessan Victoria Adelheid av Glücksburg |  |  |  |  |  |  |  |                                                          |  |  |  |  |  |  |  |                                                                     |
|                                                |  |  |  |  |  |  |  |                                            |  |  |  |  |  |  |  |                                                          |  |  |  |  |  |  |  |                                                                     |
|                                                |  |  |  |  |  |  |  |                                            |  |  |  |  |  |  |  |                                                          |  |  |  |  |  |  |  | Hertig Frederik av Augustenborg                                     |
|                                                |  |  |  |  |  |  |  |                                            |  |  |  |  |  |  |  |                                                          |  |  |  |  |  |  |  |                                                                     |
|                                                |  |  |  |  |  |  |  |                                            |  |  |  |  |  |  |  | Prinsessan Caroline Matilde av Augustenborg              |  |  |  |  |  |  |  |                                                                     |
|                                                |  |  |  |  |  |  |  |                                            |  |  |  |  |  |  |  |                                                          |  |  |  |  |  |  |  |                                                                     |
|                                                |  |  |  |  |  |  |  |                                            |  |  |  |  |  |  |  |                                                          |  |  |  |  |  |  |  | Prinsessan Adelheid av Hohenlohe-Langenburg                         |
|                                                |  |  |  |  |  |  |  |                                            |  |  |  |  |  |  |  |                                                          |  |  |  |  |  |  |  |                                                                     |